# Sybra amboinica
Sybra amboinica es una especie de escarabajo del género Sybra, familia Cerambycidae. Fue descrita científicamente por Breuning en 1965.
Habita en Indonesia (Molucas). Mide 13 mm.